# Lancang
Lancang, tidigare stavat Lantsang, är ett autonomt härad för lahu-folket som lyder under Pu'ers stad på prefekturnivå i Yunnan-provinsen i sydvästra Kina.